# Płaskobok tępogłowy
Płaskobok tępogłowy (Metynnis hypsauchen) – gatunek słodkowodnej ryby kąsaczokształtnej z rodziny piraniowatych (Serrasalmidae), opisywany też pod nazwami płaskobok ozdobny i płaskobok Schreitmuellera.

## Występowanie
Dorzecza Amazonki i Paragwaju oraz rzeki północnej części Wyżyny Gujańskiej.

## Budowa
Ciało silnie bocznie spłaszczone, wysokie, kształtem zbliżone do dysku. Ubarwienie srebrzyste, miejscami połyskujące. Krawędź płetwy odbytowej czerwonawa. Linia boczna słabo widoczna. Płaskobok tępogłowy dorasta do 15 cm długości całkowitej (TL).

## Biologia i zachowanie
Gatunek stadny, tworzy ławice. Żywi się roślinami. Tarło odbywa stadnie, wśród roślin wodnych. Ikra opada na dno zbiornika. Młode zaczynają samodzielnie pobierać pokarm po 8–9 dniach od wylęgu.

## Znaczenie gospodarcze
Poławiany lokalnie w rybołówstwie jako ryba konsumpcyjna. Jest przedmiotem handlu dla potrzeb akwarystyki.

## Warunki w akwarium
| Zalecane warunki w akwarium | Zalecane warunki w akwarium          |
| --------------------------- | ------------------------------------ |
| Zbiornik                    | duży (do tarła min. 100 cm długości) |
| Temperatura wody            | 23–27 °C                             |
| Twardość wody               | do 16°n                              |
| Skala pH                    | 5–7                                  |
| pokarm                      | roślinny, często podawany            |